# Финал Кубка Гагарина 2013
Финал Кубка Гагарина 2013 — решающая серия розыгрыша плей-офф Кубка Гагарина в сезоне Континентальной хоккейной лиги 2012/2013 годов. В финале встретились чемпион Восточной конференции Трактор и Западной московское Динамо. Серия стартовала 7 апреля матчем на площадке москвичей. Динамо вышло в финал второй год подряд, а Трактор вышел в финал впервые (год назад Трактор проиграл на стадии 1/2 Кубка Гагарина).

## Путь к финалу
| Восточная конференция |          |          |            |                                                   |
| Стадия                | Соперник | Соперник | Общий счёт | Результаты игр                                    |
| 1/8 финала            | 6        | Барыс    | 4 - 3      | 3:4(OT), 3:5, 3:1, 3:2, 6:3, 2:4, 5:3             |
| 1/4 финала            | 2        | Авангард | 4 - 1      | 5:0, 3:0, 3:0, 1:3, 4:0                           |
| 1/2 финала            | 1        | Ак Барс  | 4 - 3      | 1:2(ОТ),1:3, 1:0(2ОТ), 5:6(ОТ), 2:1(ОТ), 3:2, 2:1 |

| Западная конференция |          |          |            |                                  |
| Стадия               | Соперник | Соперник | Общий счёт | Результаты игр                   |
| 1/8 финала           | 6        | Слован   | 4 - 0      | 5:1, 3:2(ОТ), 4:2, 3:2           |
| 1/4 финала           | 2        | ЦСКА     | 4 - 1      | 3:0, 1:2, 3:2(ОТ), 2:1(ОТ), 2:0  |
| 1/2 финала           | 1        | СКА      | 4 - 2      | 3:2, 4:2, 4:2, 2:6, 1:2(ОТ), 5:1 |

## Динамо Мск —  Трактор
| Команда    | 3.04 | 5.04 | 7.04 | 12.04 | 15.04 | 17.04 | Итог |
| ---------- | ---- | ---- | ---- | ----- | ----- | ----- | ---- |
| Динамо Мск | 2    | 3    | 1    | 1     | 3     | 3     | 4    |
| Трактор    | 1    | 2    | 3    | 0     | 4     | 2     | 2    |

* — игра завершилась в овертайме

### Игра №1
Московское время (UTC+4).
| 7 апреля 17:00 | Динамо Мск | 2 : 1 (1−0, 1−0, 0−1) | Трактор | Олимпийский комплекс «Лужники» Зрителей: 8098 |

| Отчёт                                                                           | Отчёт             | Отчёт                                              | Отчёт      | Отчёт                                    |
| ------------------------------------------------------------------------------- | ----------------- | -------------------------------------------------- | ---------- | ---------------------------------------- |
|                                                                                 |                   |                                                    |            |                                          |
|                                                                                 | А. Ерёменко       | Вратари                                            | М. Гарнетт | Судьи: Вячеслав Буланов Алексей Анисимов |
|                                                                                 | Голы:             |                                                    |            | Судьи: Вячеслав Буланов Алексей Анисимов |
| А. Цветков (Д. Кокарев) (мен.) — 05:06 С. Соин (Ю. Бабенко, С. Коньков) — 29:11 | 1 — 0 2 — 0 2 — 1 | 40:30 — Е. Кузнецов (Д. Рябыкин, С. Чистов) (бол.) |            | Судьи: Вячеслав Буланов Алексей Анисимов |
|                                                                                 |                   |                                                    |            | Судьи: Вячеслав Буланов Алексей Анисимов |
|                                                                                 |                   |                                                    |            | Судьи: Вячеслав Буланов Алексей Анисимов |
|                                                                                 |                   |                                                    |            | Судьи: Вячеслав Буланов Алексей Анисимов |
| 6 мин                                                                           | Штраф             | 2 мин                                              |            | Судьи: Вячеслав Буланов Алексей Анисимов |
|                                                                                 |                   |                                                    |            |                                          |
|                                                                                 | 26                | Броски                                             | 18         |                                          |

Счет в серии: «Динамо» лидирует 1-0
Счет открыли хоккеисты из Москвы, играя в меньшинстве. Исход матча решил гол, забитый в середине встречи Сергеем Соиным. На первой минуте третьего периода Евгений Кузнецов сократил отставание, но на большее сил не хватило.

### Игра №2
Московское время (UTC+4).
| 8 апреля 19:30 | Динамо Мск | 3 : 2 (1−1, 0−1, 2−0) | Трактор | Олимпийский комплекс «Лужники» Зрителей: 8341 |

| Отчёт | Отчёт                         | Отчёт                                                                                               | Отчёт      | Отчёт                                 |
| --- | ----------------------------- | --------------------------------------------------------------------------------------------------- | ---------- | ------------------------------------- |
| |                               | |            |                                       |
| | А. Ерёменко                   | Вратари                                                                                             | М. Гарнетт | Судьи: Анатолий Захаров Эдуард Одиньш |
| | Голы:                         | |            | Судьи: Анатолий Захаров Эдуард Одиньш |
| Я. Петружалек (А. Цветков, Д. Кокарев) — 10:28 М. Квапил (А. Ерёменко, И. Горохов) — 43:34 Я. Яласваара (Д. Кокарев, Д. Мосалёв) — 57:18 | 1 — 0 1 — 1 1 — 2 2 — 2 3 — 2 | 17:08 — Ян Булис (Е. Кузнецов, Д. Рябыкин) (бол.) 31:53 — А. Костицын (Д. Рябыкин, Д. Куинт) (бол.) |            | Судьи: Анатолий Захаров Эдуард Одиньш |
| |                               | |            | Судьи: Анатолий Захаров Эдуард Одиньш |
| |                               | |            | Судьи: Анатолий Захаров Эдуард Одиньш |
| |                               | |            | Судьи: Анатолий Захаров Эдуард Одиньш |
| 6 мин | Штраф                         | 6 мин                                                                                               |            | Судьи: Анатолий Захаров Эдуард Одиньш |
| |                               | |            |                                       |
| | 25                            | Броски                                                                                              | 27         |                                       |

Счет в серии: «Динамо» лидирует 2-0
В первом периоде команды обменялись шайбами: на гол Якуба Петружалека Трактор ответил шайбой Яна Булиса. Во втором периоде Андрей Костицын вывел гостей вперед. Но хозяева смогли собраться и в начале последнего периода сравнять счет, а за 3 минуты до конца выйти вперед благодаря шайбам Марека Квапила и Янне Яласваара соответственно, несмотря на то, что Трактор перебросал москвичей в третьем периоде и в матче.

### Игра №3
Московское время (UTC+4).
| 11 апреля 17:00 | Трактор | 3 : 1 (0−0, 2−0, 1−1) | Динамо Мск | Ледовая арена «Трактор» Зрителей: 7500 |

| Отчёт | Отчёт                   | Отчёт                           | Отчёт       | Отчёт                              |
| --- | ----------------------- | ------------------------------- | ----------- | ---------------------------------- |
| |                         |                                 |             |                                    |
| | М. Гарнетт              | Вратари                         | А. Ерёменко | Судьи: Сергей Гусев Сергей Кулаков |
| | Голы:                   |                                 |             | Судьи: Сергей Гусев Сергей Кулаков |
| М. Карпов (Д. Куинт, А. Глинкин) — 23:13 Д. Куинт (Е. Дугин) — 34:31 Е. Дугин (В. Ничушкин, В. Антипов) — 43:43 | 1 — 0 2 — 0 3 — 0 3 — 1 | 45:01 — Д. Кокарев (А. Цветков) |             | Судьи: Сергей Гусев Сергей Кулаков |
| |                         |                                 |             | Судьи: Сергей Гусев Сергей Кулаков |
| |                         |                                 |             | Судьи: Сергей Гусев Сергей Кулаков |
| |                         |                                 |             | Судьи: Сергей Гусев Сергей Кулаков |
| 6 мин | Штраф                   | 2 мин                           |             | Судьи: Сергей Гусев Сергей Кулаков |
| |                         |                                 |             |                                    |
| | 31                      | Броски                          | 18          |                                    |

Счет в серии: «Динамо» лидирует 2-1
Это был первый матч Финала Кубка Гагарина в Челябинске. Первый период прошел в равной борьбе. Однако в следующей двадцатиминутке хозяева резко прибавили, стали чаще бросать по воротам ( во 2 и 3 периодах броски 12-6 и 11-6 соответственно), что сразу отразилось на счете. На четвёртой минуте Максим Карпом открывает счет с передач Дерона Куинта и Антона Глинкина. А через 11 минут Куинт сам забрасывает красивейшую шайбу, объехав ворота Еременко. В начале третьего периода команды обменялись заброшенными шайбами. На шайбу Егора Дугина ответил Денис Кокарев. Таким образом, Трактор сократил отставание в серии.

### Игра №4
Московское время (UTC+4).
| 12 апреля 17:00 | Трактор | 0 : 1 (0−0, 0−1, 0−0) | Динамо Мск | Ледовая арена «Трактор» Зрителей: 7500 |

| Отчёт  | Отчёт      | Отчёт                                        | Отчёт       | Отчёт                        |
| ------ | ---------- | -------------------------------------------- | ----------- | ---------------------------- |
|        |            |                                              |             |                              |
|        | М. Гарнетт | Вратари                                      | А. Ерёменко | Судьи: Роман Гофман Юри Рённ |
|        | Голы:      |                                              |             | Судьи: Роман Гофман Юри Рённ |
|        | 0 — 1      | 38:30 — Я. Петружалек (Д. Граняк, М. Квапил) |             | Судьи: Роман Гофман Юри Рённ |
|        |            |                                              |             | Судьи: Роман Гофман Юри Рённ |
|        |            |                                              |             | Судьи: Роман Гофман Юри Рённ |
|        |            |                                              |             | Судьи: Роман Гофман Юри Рённ |
| 16 мин | Штраф      | 6 мин                                        |             | Судьи: Роман Гофман Юри Рённ |
|        |            |                                              |             |                              |
|        | 25         | Броски                                       | 18          |                              |

Счет в серии: «Динамо» лидирует 3-1
Во втором матче в Челябинске получилась равная игра. У команд было много шансов для взятия ворот. Однако только в конце второго периода после выигранного Граняком вбрасывания и наброса Квапила, шайбу подправил Якуб Петружалек. Эта шайба оказалась единственной в матче. Тем самым Динамо выиграло 1 матч из 2 в Челябинске.

### Игра №5
Московское время (UTC+4).
| 15 апреля 19:30 | Динамо Мск | 3 : 4 (0−3, 3−0, 0−1) | Трактор | Олимпийский комплекс «Лужники» Зрителей: 8413 |

| Отчёт | Отчёт                                     | Отчёт   | Отчёт      | Отчёт                            |
| ----- | ----------------------------------------- | ------- | ---------- | -------------------------------- |
|       |                                           |         |            |                                  |
|       | А. Ерёменко                               | Вратари | М. Гарнетт | Судьи: Юри Рённ Вячеслав Буланов |
|       | Голы:                                     |         |            | Судьи: Юри Рённ Вячеслав Буланов |
|       | 0 — 1 0 — 2 0 — 3 1 — 3 2 — 3 3 — 3 3 — 4 |         |            | Судьи: Юри Рённ Вячеслав Буланов |
|       |                                           |         |            | Судьи: Юри Рённ Вячеслав Буланов |
|       |                                           |         |            | Судьи: Юри Рённ Вячеслав Буланов |
|       |                                           |         |            | Судьи: Юри Рённ Вячеслав Буланов |
| 6 мин | Штраф                                     | 4 мин   |            | Судьи: Юри Рённ Вячеслав Буланов |
|       |                                           |         |            |                                  |
|       | 25                                        | Броски  | 20         |                                  |

Счет в серии: «Динамо» лидирует 3-2
Пятый матч оказался самым интересным и результативным из первых пяти встреч. Команды забросили по 3 шайбы сначала в 1 периоде, а потом во втором. А решающую шайбу отправил в ворота хозяев Андрей Костицын.

### Игра №6
Московское время (UTC+4).
| 17 апреля 17:00 | Трактор | 2 : 3 ОТ (1-0, 0-2, 1-0, 0-1) | Динамо Мск | Ледовая арена «Трактор» Зрителей: 7500 |

| Отчёт | Отчёт                         | Отчёт   | Отчёт       | Отчёт                             |
| ----- | ----------------------------- | ------- | ----------- | --------------------------------- |
|       |                               |         |             |                                   |
|       | М. Гарнетт                    | Вратари | А. Ерёменко | Судьи: Сергей Гусев Эдуард Одиньш |
|       | Голы:                         |         |             | Судьи: Сергей Гусев Эдуард Одиньш |
|       | 1 — 0 1 — 1 1 — 2 2 — 2 2 — 3 |         |             | Судьи: Сергей Гусев Эдуард Одиньш |
|       |                               |         |             | Судьи: Сергей Гусев Эдуард Одиньш |
|       |                               |         |             | Судьи: Сергей Гусев Эдуард Одиньш |
|       |                               |         |             | Судьи: Сергей Гусев Эдуард Одиньш |
| 2 мин | Штраф                         | 6 мин   |             | Судьи: Сергей Гусев Эдуард Одиньш |
|       |                               |         |             |                                   |
|       | 32                            | Броски  | 26          |                                   |

Счет в серии: «Динамо» выиграло 4-2
Для выявления победителя в шестом матче потребовался овертайм. Основное время поединка в Челябинске завершилось вничью со счетом 2:2, а на шестой минуте овертайма шайба Цветкова принесла динамовцам победу в поединке и в серии со счетом 4-2.

## Итоги
- В первых 5 матчах команда, забрасывавшая первой — выигрывала матч.
- Общий счёт шайб серии — 13:12.

| Обладатель Кубка Гагарина 2013 |
| ------------------------------ |
| Динамо М второй титул          |

## Интересные факты
- В пятом матче серии, перед игрой в МСА «Лужники» на воротах хозяев игры побывал воробей. И все семь шайб забитые в игре побывали в этих воротах.[1] Чтобы продлить успех любимого клуба в шестом матче, челябинцы сделали баннер с изображением этой птицы и весь следующий матч на родной арене «Трактора» держали его за воротами голкипера «Динамо», но примета сработала только один раз.[2] Также стоит отметить, что все пять шайб влетели опять в одни и те же ворота, которые отметил воробей.
- Был оформлен второй чемпионский дубль в истории КХЛ.